# Chiisme en Afrique
L’islam chiite en Afrique (ou shî'isme) constitue l'une des deux principales branches de l’islam en Afrique, l'autre étant le sunnisme.

## Communautés
La population chiite en Afrique est composée de plusieurs communautés :
- Adhérents chiites persécutés dans le nord du Nigéria, en particulier le Mouvement islamique chiite africain dirigé par le cheikh Ibraheem Zakzaky à Zaria, dans l'État de Kaduna.
- L'islam chiite au Sénégal est pratiqué par des Sénégalais d'origine et aussi par la communauté libanaise du Sénégal[2]. L'un de leurs principaux dirigeants était le cheikh libanais Abdul-Mun'am Az-zain, qui servait principalement la communauté libanaise. 7% des Sénégalais pratiquent l'islam chiite. Les principales organisations chiites au Sénégal comprennent l'Institut Mozdahir International, dirigé par le chef religieux chiite sénégalais Cherif Mohamed Aly Aidara[3].
- Musulmans chiites discrets très persécutés en Égypte[4].
- Selon deux études du Pew Research Center, environ 20% des musulmans au Tchad et en Tanzanie sont des musulmans chiites[5],[6].
- Communautés ismaéliennes, dont la plupart ont été établies par des immigrants d'Asie du Sud[7]. Ces populations se trouvent en :
  - Afrique de l'Est, en particulier le Tanganyika, le Kenya, l'Ouganda, le Malgache et Zanzibar. Ces groupes comprennent les Khoja, qui sont principalement ismaéliens
  - Afrique centrale : Burundi, Rwanda et Zaïre
  - Afrique du Sud

## Mouvement islamique chiite africain
Le Mouvement islamique chiite africain est une organisation basée au Nigéria. Cheikh Ibraheem Zakzaky est le chef du mouvement.

## Communauté chiite Mozdahir
La communauté chiite Mozdahir est une communauté basée au Sénégal, dans toute la région ouest africaine et un peu partout à travers le monde. Cherif Mohamed Aly Aidara est le guide et le maitre spirituel de ladite communauté.
Elle a également une ONG l’Institut Mozdahir International (IMI) a travers laquelle, elle a réalisé plusieurs projets de développement au profit des populations nécessiteuses.